# Семёновка (Инжавинский район)
Семёновка — село в Инжавинском районе Тамбовской области России. Входит в состав Никитинского сельсовета.
Малая родина Героя Советского Союза А. М. Кустова (1945).

## География
Село находится в юго-восточной части Тамбовской области, в лесостепной зоне, на правом берегу реки Ржавки, при автодороге 68Н-020, на расстоянии примерно 1 километра (по прямой) к северу от Инжавина, административного центра района.
Осевая улица — Центральная.
Есть Семёновский пруд.
Абсолютная высота — 132 метра над уровнем моря.

### Климат
Климат умеренно континентальный, относительно сухой, с холодной продолжительной зимой и тёплым летом. Среднегодовая температура воздуха — 4,5 °C. Средняя температура воздуха самого холодного месяца (января) — −11 °C (абсолютный минимум — −33 °C); самого тёплого месяца (июля) — 19,7 °C (абсолютный максимум — 40 °С). Безморозный период длится 162 дня. Среднегодовое количество атмосферных осадков составляет около 450—570 мм, из которых большая часть выпадает в период с мая по сентябрь. Продолжительность залегания снежного покрова составляет в среднем 134 дня.

### Часовой пояс
Село Семёновка, как и вся Тамбовская область, находится в часовой зоне МСК (московское время). Смещение применяемого времени относительно UTC составляет +3:00.

## Население
| 2002 | 2010 |
| ---- | ---- |
| 291  | ↘225 |

### Половой состав
По данным Всероссийской переписи населения 2010 года в гендерной структуре населения мужчины составляли 45,8 %, женщины — соответственно 54,2 %.

### Национальный состав
Согласно результатам переписи 2002 года, в национальной структуре населения русские составляли 97 % из 291 чел.

## Известные уроженцы, жители
- Кустов, Алексей Митрофанович (1918—1944) — Герой Советского Союза.

## Инфраструктура
Личное подсобное хозяйство с зоной сельскохозяйственного использования, индивидуальная застройка усадебного типа.
Ржаксинская ЦРБ, фельдшерско-акушерский пункт

## Транспорт
Автобусное сообщение с райцентром. Остановка общественного транспорта «Семёновка».